# Бангладеш на Чемпіонаті світу з водних видів спорту 2015
Бангладеш взяв участь у Чемпіонаті світу з водних видів спорту 2015, який пройшов у Казані (Росія) від 24 липня до 9 серпня.

## Плавання
Бангладеські плавці виконали кваліфікаційні нормативи в дисциплінах, які наведено в таблиці (не більш як 2 плавці на одну дисципліну за часом нормативу A, і не більш як 1 плавець на одну дисципліну за часом нормативу B):
Чоловіки
| Спортсмен             | Дисципліна           | Попередній заплив | Попередній заплив | Півфінал        | Півфінал        | Фінал           | Фінал           |
| Спортсмен             | Дисципліна           | Час               | Місце             | Час             | Місце           | Час             | Місце           |
| --------------------- | -------------------- | ----------------- | ----------------- | --------------- | --------------- | --------------- | --------------- |
| Мохаммед Ахмед        | 50 м на спині        | 29.10             | 58                | Завершив виступ | Завершив виступ | Завершив виступ | Завершив виступ |
| Мохаммед Ахмед        | 100 м на спині       | 1:04.28           | 62                | Завершив виступ | Завершив виступ | Завершив виступ | Завершив виступ |
| Манфізур Рахман Сагор | 50 м вільним стилем  | 24.43             | 65                | Завершив виступ | Завершив виступ | Завершив виступ | Завершив виступ |
| Манфізур Рахман Сагор | 100 м вільним стилем | 52.89             | 79                | Завершив виступ | Завершив виступ | Завершив виступ | Завершив виступ |

Жінки
| Спортсменка | Дисципліна          | Попередній заплив | Попередній заплив | Півфінал         | Півфінал         | Фінал            | Фінал            |
| Спортсменка | Дисципліна          | Час               | Місце             | Час              | Місце            | Час              | Місце            |
| ----------- | ------------------- | ----------------- | ----------------- | ---------------- | ---------------- | ---------------- | ---------------- |
| Соня Актар  | 50 м вільним стилем | 30.89             | 98                | Завершила виступ | Завершила виступ | Завершила виступ | Завершила виступ |
| Соня Актар  | 50 м батерфляєм     | 32.81             | 60                | Завершила виступ | Завершила виступ | Завершила виступ | Завершила виступ |